# Wyspy Świętego Tomasza i Książęca na Letnich Igrzyskach Olimpijskich 2024
Wyspy Świętego Tomasza i Książęca na Letnich Igrzyskach Olimpijskich 2024 – występ kadry sportowców reprezentujących Wyspy Świętego Tomasza i Książęcą na igrzyskach olimpijskich, które odbyły się w Paryżu we Francji, w dniach 26 lipca – 11 sierpnia 2024.
Reprezentacja Wysp Świętego Tomasza i Książęcej liczyła troje zawodników - dwie kobiety i mężczyznę, którzy wystąpili w 3 dyscyplinach.
Był to ósmy start Wysp Świętego Tomasza i Książęcej na letnich igrzyskach olimpijskich.

## Reprezentanci

### Judo
| Zawodnik             | Konkurencja | 1/16             | 1/8              | Ćwierćfinał      | Półfinał         | Repasaże         | Finał / 3. miejsce | Finał / 3. miejsce | Źródła |
| Zawodnik             | Konkurencja | Przeciwnik Wynik | Przeciwnik Wynik | Przeciwnik Wynik | Przeciwnik Wynik | Przeciwnik Wynik | Przeciwnik Wynik   | Pozycja            | Źródła |
| -------------------- | ----------- | ---------------- | ---------------- | ---------------- | ---------------- | ---------------- | ------------------ | ------------------ | ------ |
| Roldeney de Oliveira | -73 kg (m)  | Wandtke P 0-10   | NQ               | NQ               | NQ               | NQ               | NQ                 | NQ                 | [ 1 ]  |

### Kajakarstwo
Kajakarstwo klasyczne
| Zawodnik          | Konkurencja   | Eliminacje | Eliminacje | Ćwierćfinały | Ćwierćfinały | Półfinały | Półfinały | Finał A/B | Finał A/B | Pozycja | Źródło |
| Zawodnik          | Konkurencja   | Czas       | Pozycja    | Czas         | Pozycja      | Czas      | Pozycja   | Czas      | Pozycja   | Pozycja | Źródło |
| ----------------- | ------------- | ---------- | ---------- | ------------ | ------------ | --------- | --------- | --------- | --------- | ------- | ------ |
| Hermínia Teixeira | C-1 200 m (k) | 59.44      | 6. Q       | 1:00.28      | 8.           | NQ        | NQ        | NQ        | NQ        | 31.     | [ 2 ]  |

### Lekkoatletyka
| Zawodnik      | Konkurencja       | Runda 1  | Runda 1 | Runda 2  | Runda 2 | Półfinał | Półfinał | Finał    | Finał   | Pozycja | Źródło |
| Zawodnik      | Konkurencja       | Rezultat | Pozycja | Rezultat | Pozycja | Rezultat | Pozycja  | Rezultat | Pozycja | Pozycja | Źródło |
| ------------- | ----------------- | -------- | ------- | -------- | ------- | -------- | -------- | -------- | ------- | ------- | ------ |
| Gorete Semedo | bieg na 100 m (k) | 11.44    | 2. Q    | 11.43    | 46.     | NQ       | NQ       | NQ       | NQ      | 46.     | [ 3 ]  |